# Thornton (East Riding of Yorkshire)
Thornton is een civil parish in het bestuurlijke gebied East Riding of Yorkshire, in het Engelse graafschap East Riding of Yorkshire met 138 inwoners.